# Abdullah Gül

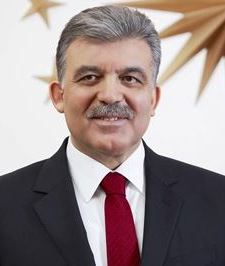
Abdullah Gül (2014)

Abdullah Gül (* 29. Oktober 1950 in Kayseri) ist ein türkischer Politiker (Refah Partisi bis 1997, Fazilet Partisi 1997–2001, AKP 2001–2007, seit 2007 parteilos). Er war von November 2002 bis März 2003 Ministerpräsident der Türkei und von August 2007 bis August 2014 der elfte Präsident der Republik. Sein Amtssitz war der Çankaya-Palast.
Gül kandidierte im April und Mai 2007 für das Präsidentenamt als Kandidat der Regierungspartei AKP, nachdem er von Parteichef Recep Tayyip Erdoğan dafür vorgeschlagen worden war. Diese Kandidatur löste eine innenpolitische Krise in der Türkei aus und führte zu Neuwahlen. Im Anschluss an die Wahlen wurde Gül am 28. August 2007 von der Großen Nationalversammlung der Türkei im dritten Wahlgang zum Staatspräsidenten der Türkei gewählt. Er trat im selben Jahr aus der AKP aus. Seine Amtszeit endete am 28. August 2014; am 10. August 2014 fand die Präsidentschaftswahl in der Türkei 2014 statt, bei der Erdoğan zum neuen Präsidenten gewählt wurde.

## Leben
Abdullah Gül studierte an der Universität Istanbul Wirtschaft und schrieb dort seine Dissertation. Während seines Promotionsstudiums hielt er sich für zwei Jahre in London und Exeter auf. Danach arbeitete er an der Universität von Sakarya bei der Gründung der Abteilung für Industrieingenieurswissenschaften mit und unterrichtete Managementseminare. 1980 heiratete er seine damals 15-jährige Cousine Hayrünnisa Özyurt, zusammen haben sie eine Tochter und zwei Söhne.
Von 1983 bis 1991 war Gül als führender Manager der Islamischen Entwicklungsbank (IDB) in Saudi-Arabien tätig. 1991 wurde er Dozent für Internationales Management.
Im selben Jahr wurde er in den vorgezogenen Neuwahlen als Vertreter der islamischen Wohlfahrtspartei (Refah Partisi, RP) zum Abgeordneten von Kayseri gewählt und zog ins Parlament ein. In den Jahren 1991 bis 1995 war Gül Mitglied der Planungs- und Budgetkommission des türkischen Parlaments. 1995 wurde er wiedergewählt und war bis 2001 Mitglied der Kommission für außenpolitische Angelegenheiten. 1992 wurde Abdullah Gül Mitglied der Parlamentarischen Versammlung des Europarats, die ihn wegen seiner Bemühungen 2001 mit der Medaille Pro Merito auszeichnete, darüber hinaus wurde er zum Ehrenmitglied ernannt. In der 54. türkischen Regierung war er Staatsminister und fungierte als Regierungssprecher.
Nach dem Verbot der RP wurde Gül 1999 als Mitglied der Nachfolgepartei Tugendpartei (FP) zum dritten Mal ins Parlament gewählt. Am 14. Mai 2000 verlor er knapp die Wahl zum Vorsitzenden der FP. Nach dem Verbot der FP nahm Gül eine wichtige Stellung in der Führungsriege einer politischen Bewegung („Neuerungsbewegung“, türk. Yenilikçi Hareket) ein, die im August 2001 in der durch sie gegründeten AKP aufging. Als eines der Gründungsmitglieder war er für juristische und politische Angelegenheiten verantwortlich, was ausschlaggebend dafür gewesen sein dürfte, dass er zum Vizepräsidenten der neuen Partei gewählt wurde.
Am 3. November 2002 wurde Gül erneut als Abgeordneter für Kayseri ins Parlament gewählt. Zwei Wochen später wurde er mit der Bildung der 58. Regierung beauftragt. Er übernahm das Amt des Ministerpräsidenten und bildete das Kabinett, wobei dieses als Übergangsregierung fungieren sollte. Ziel war es, so bald wie möglich durch eine Gesetzesänderung den Parteipräsidenten der AKP, Recep Tayyip Erdoğan, mit Hilfe einer Nachwahl in der ostanatolischen Provinz Siirt zum Ministerpräsidenten zu machen. Am 14. März 2003 übernahm Erdoğan das Amt des Ministerpräsidenten und ernannte Abdullah Gül zu seinem Stellvertreter und zum Außenminister. Für Kontroverse sorgte Abdullah Gül während seiner Zeit als Außenminister, als er die diplomatischen Vertretungen seines Landes per Rundschreiben dazu aufrief, die islamische Gemeinschaft Millî Görüş nach Kräften zu unterstützen. Die durch Necmettin Erbakan ins Leben gerufene Millî Görüş steht seit Jahren unter Beobachtung des deutschen Verfassungsschutzes.
Vom 28. August 2007 bis zum August 2014 war Gül Staatspräsident der Türkei.
Er spricht fließend Englisch und Arabisch.
Abdullah Gül gilt als Gegner des Präsidialsystems, das von seinem Nachfolger Recep Tayyip Erdoğan eingeführt wurde.

## Präsidentschaftswahlen 2007
Im Frühjahr 2007 kandidierte Abdullah Gül für das Amt des Staatspräsidenten. Ein Abstimmungsboykott mit anschließendem Gang vor das Verfassungsgericht verhinderte die Wahl Güls zum Präsidenten. Zudem versuchte der Generalstab in der Wahlnacht durch die Veröffentlichung einer Erklärung Einfluss auf die Wahl und das Geschehen zu nehmen. In der Folge schrieb die Regierung Parlamentsneuwahlen aus. Im Zusammenhang mit den Präsidentschaftswahlen kam es türkeiweit zu Massendemonstrationen für eine säkulare Türkei.
Nach dem deutlichen Sieg bei der vorgezogenen Parlamentswahl entschloss sich die AKP am 13. August, Gül erneut für das Amt des Staatspräsidenten zu nominieren.
Beim ersten Wahlgang am 20. August 2007 scheiterte Gül an der in den beiden ersten Wahlgängen notwendigen Zweidrittelmehrheit. Er erhielt 341 Stimmen, eine Stimme mehr als seine Partei Mandate hat. Zur Wahl notwendig gewesen wären 367 Stimmen. Ein zweiter Wahlgang erfolgte am 24. August, bei dem Gül erwartungsgemäß mit 337 Stimmen erneut die Zweidrittelmehrheit verpasste. Beim dritten Wahlgang, der am 28. August stattfand, reichten 339 Stimmen der Mitglieder des türkischen Parlaments zur Wahl Güls zum Staatspräsidenten. Die türkische Verfassung schreibt beim dritten Wahlgang eine absolute Mehrheit vor, was mindestens 276 Stimmen erfordert. Wenige Stunden vor dem dritten Wahlgang hatte die türkische Militärführung vor politischen Angriffen auf den laizistischen Staat gewarnt. Der Generalstabschef Mehmet Yaşar Büyükanıt erklärte, dass die türkischen Streitkräfte entschlossen seien, die Demokratie und die Trennung von Staat und Religion zu verteidigen.

## Auszeichnungen

### Allgemeine
- Europa: Medaille Pro Merito und Ehrenmitglied (2002) der Parlamentarischen Versammlung des Europarates[5]
- Saudi-Arabien: König-Abdulaziz-Orden First Class (2007) durch König Abdullah ibn Abd al-Aziz[14]
- Vereinigtes Königreich: Honorary Knight Grand Cross of the Civil Division of the Order of the Bath (GCB) (14. Mai 2008) durch Königin Elisabeth II. in Ankara[15]
- Portugal: Orden des Infanten Dom Henrique (GColIH) (12. Mai 2009) durch Präsident Aníbal Cavaco Silva in Ankara[16]
- Kasachstan: Medaille 10 Jahre Astana (4. Juli 2008) verliehen durch Nursultan Nasarbajew[17]
- Italien: Verdienstorden der Italienischen Republik (Großkreuz mit Großer Ordenskette) (16. November 2009) durch Präsident Giorgio Napolitano[18]
- Kuwait: Orden von Mubarak dem Grossen (21. Dezember 2009) durch Sabah al-Ahmad al-Dschabir as-Sabah[19][20]
- Kamerun: Großkreuz des Ordre de la Valeur (16. März 2010) durch Präsident Paul Biya in Yaoundé[21][22]
- Vereinigtes Königreich: Chatham House Prize (19. März 2010)[23]
- Pakistan: Nishan-e-Pakistan (31. März 2010) durch den Präsidenten Pakistans Asif Ali Zardari[24]
- Ungarn: Das Großkreuz mit Collane des Ungarischen Verdienstordens (15. November 2011) durch den ungarischen Präsidenten Pál Schmitt[25]
- Niederlande: Das Großkreuz des Ordens vom Niederländischen Löwen (17. April 2012) durch die niederländische Königin Beatrix[26]
- Kasachstan: Order of the Golden Eagle (11. Oktober 2012) durch Nursultan Nasarbajew[27]
- Schweden: Der Königliche Seraphinenorden (11. März 2013) verliehen durch den schwedischen König Carl XVI. Gustaf[28]
- Turkmenistan: Den Staatsorden (30. Mai 2013) verliehen durch den turkmenischen Präsidenten Gurbanguly Berdimuhamedow[29]
- Norwegen: Das Großkreuz des Königlich Norwegischen Orden des heiligen Olav (5. November 2013) verliehen durch den norwegischen König Harald V.[30]
- Aserbaidschan: Der Heydər-Əliyev-Orden (12. November 2013) durch İlham Əliyev[31]
- Luxemburg: Das Großkreuz des Ordens vom Goldenen Löwen des Hauses Nassau (19. November 2013) verliehen durch den luxemburgischen Großherzog Henri von Nassau-Weilburg[32]
- Turkmenistan: Magtymguly International Prize (3. Juni 2014) durch Gurbanguly Berdimuhamedow[33]
- Türkische Republik Nordzypern: Order of State (19. Juli 2014) durch Derviş Eroğlu[34]
- Kirgisistan: Order of Danaker (8. September 2014) durch Almasbek Atambajew[35]
- Kasachstan: Medaille zum 25. Jahrestag der Unabhängigkeit der Republik Kasachstan (23. Juni 2017) durch Nursultan Nasarbajew[36]

### Ehrendoktorwürden
- Bulgarien: Ehrendoktorwürde der Freien Universität Burgas (12. Mai 2003)[37]
- Vereinigtes Königreich: Ehrendoktorwürde der University of Exeter (Honorary Doctor of Laws) (12 Juli 2005)[38][39]
- Aserbaidschan: Ehrendoktorwürde der Staatlichen Universität Baku (7. November 2007)[40]
- Rumänien: Ehrendoktorwürde der Christlichen Dimitrie Cantemir Universität (2. März 2008)[41]
- Bangladesch: Ehrendoktorwürde der University of Dhaka (7. Februar 2009)[42]
- Indien: Ehrendoktorwürde der Amity University im Bereich der Internationalen Beziehungen (8. Februar 2010)[43]
- Russland: Ehrendoktorwürde der Staatlichen Universität Kasan (12. Februar 2009)[44]
- Volksrepublik China: Ehrendoktorwürde der Universität Nordwestchinas (26. Juni 2009)[45]
- Volksrepublik China: Ehrendoktorwürde der Universität Xinjiang (28. Juni 2009)[45]
- Pakistan: Ehrendoktorwürde der Quaid-i-Azam-Universität im Bereich der Internationalen Beziehungen (31. März 2010) durch den Präsidenten Pakistans Asif Ali Zardari[46]
- Türkei: Ehrendoktorwürde der Erciyes Üniversitesi (12. Oktober 2009)[47]
- Kasachstan: Ehrendoktorwürde der Ahmed Yesevi Universität (24. Mai 2010)[48]
- Südkorea: Ehrendoktorwürde der Fremdsprachenuniversität Hankuk (15. Juni 2010)[49]
- Indonesien: Ehrendoktorwürde der Universität Indonesia im Bereich der Politikwissenschaft (6. April 2011)[50]
- Aserbaidschan: Ehrendoktorwürde der ADA University (30. April 2015)[51]
- Turkmenistan: Ehrendoktorwürde des Turkmenischen Staatsinstituts für Wirtschaftswissenschaften und Management (30. Mai 2013)[52]